# Vægtafgift
Vægtafgift er en afgift, som  1910-1997 blev pålagt biler indregistreret i Danmark. Afgiften blev indført, da biler var en begyndende belastning på vejene, og den kom til for at lette udgiften til udvikling og vedligeholdelse af vejnettet. 
Navnet kommer af, at afgiftstørrelsen bestemmes af vægten på den enkelte bilmodel: Jo tungere bil, desto større afgift. Det var (og er) netop de tunge køretøjer, som giver den største belastning af kørebanens belægning.
Afgiften reguleredes også efter brændstoftypen, idet fx dieseldrevne køretøjer har en højere afgift end benzindrevne.
Afgiften blev afløst af den "grønne" ejerafgift, som udelukkende reguleres efter et fastsat brændstofforbrug. Biler,  produceret før afgiftens indførelse, fortsatte med at blive beskattet alene ved vægtafgift.